# 256
256 је била преступна година.

## Догађаји
- Готи подижу устанак у Малој Азији. Дачани издвајају Дакију из Римског царства, а Готи опседају Солун.
- Франци прелазе реку Рајну; Алемани стижу до Медиоланума (Милано).
- У Африци, Бербери масакрирају римске колонисте.
- Краљ Шапур I из Сасанидског царства напада Месопотамију и Сирију. Осваја и пљачка Антиохију, уништава Дура-Еуропос и разара анадолски град Зеугму на реци Еуфрат. Убрзо следе разорни пожар и земљотрес, због чега је Зеугма напуштена.
- Градови у Римском царству почињу да граде зидине, док одбрана граница почиње да се распада; будући цар Аурелијан врши инспекцију дуж реке Рајне.
- Мир и јединство су коначно обновљени у Кини, победама Вејског краљевства на северу. Владајућа династија је исцрпљена ратом, а краљевством управљају министри у њихово име.
- Велика епидемија у Римском царству жестоко удара у Понту и на Црном мору и узрокује огромне губитке живота у Александрији, подстичући хиљаде људи да прихвате хришћанство.
- Цар Валеријан покреће прогон хришћана.
- Папа Стефан I прети да ће екскомуницирати Кипријана, картагинског епископа, и друге епископе у Африци и Малој Азији, уколико не престану да поново крштавају јеретике. Кипријан напада папу у расправи која добија подршку Картагинског сабора. Шаље изасланике у Рим, подижући могућност раскола између Римске и Картагинске цркве.
- Одржан је Картагински сабор.

### Фебруар
- 28. фебруар – Написан је Папирус Оксиринх 3035, налог за хапшење хришћана.